# Biblioteca Nacional de Irlanda
La Biblioteca Nacional de Irlanda (National Library of Ireland) es una biblioteca nacional ubicada en Dublín, Irlanda, en una construcción diseñada por Thomas Newenham Deane. El Ministro de Artes, Deporte y Turismo es el miembro del Gobierno Irlandés responsable de la biblioteca.
El edificio obra de Thomas Deane se inauguró en 1890 para albergar la colección bibliográfica de la Sociedad Real de Royal Dublin.
La biblioteca es una biblioteca de investigación. Tiene una gran cantidad de material Irlandés, o relacionado, que puede ser consultado sin cargo; esto incluye libros, mapas, manuscritos, música, diarios, periódicos y fotografías. Incluido en sus colecciones hay material editado de forma privada por los editores del gobierno.
El Jefe Heraldo de Irlanda y el Archivo Fotográfico Nacional están adjuntos en la biblioteca. La biblioteca alberga exposiciones y un archivo de diarios irlandeses. Está también el Centro Nacional ISSN de Irlanda. La biblioteca también provee un número importante de otros servicios incluyendo genealogía.